# Коефіцієнт нафтовилучення
Коефіцієнт нафтовилучення (поточний) (рос. текущий коэффициент нефтеизвлечения; англ. current oil recovery factor; нім. laufender Koeffizient m der Erdölausbringung) — відношення видобутої з пласта кількості нафти на певну дату до балансових (геологічних) її запасів.
Коефіцієнтом нафтовилучення (або коефіцієнтом нафтовіддачі) характеризують нафтовилучення. Розрізняють кінцевий, поточний і проектний коефіцієнти нафтовилучення.
Під поточним коефіцієнтом нафтовилучення (часто вживають, поточним нафтовилученням) розуміють відношення видобутої з пласта кількості нафти на певну дату до балансових її запасів. Поточне нафтовилучення зростає у часі в міру вилучення з пласта нафти. Кінцевий коефіцієнт нафтовилучення — це відношення видобутих запасів нафти (видобутої кількості нафти за весь період розробки) до балансових запасів. Проектний коефіцієнт нафтовилучення відрізняється від кінцевого (фактичного) тим, що він обґрунтовується й планується в процесі підрахунку запасів нафти і проектування розробки родовища.
На основі експериментальних і статистичних промислових даних вважають, що кінцеві коефіцієнти нафтовилучення залежно від режимів роботи покладів можуть набувати таких значень:
водонапірний режим 0,5 — 0,8
газонапірний режим 0,1 — 0,4
режим розчиненого газу 0,05 — 0,3
гравітаційний режим 0,1 — 0,2.
Залежність коефіцієнта нафтовилучення від темпів відбору рідини з пласта неоднозначна. Вважається, що існує зв'язок між капілярними властивостями пластової системи і характером залежності нафтовіддачі від швидкості витіснення нафти водою. Наприклад, у гідрофобному пласті капілярні сили протидіють витісненню нафти з пористого середовища водою, нафтовіддача зростає із збільшенням швидкості просування водонафтового контакту (тобто з ростом градієнтів тиску у пласті). Вважається також, що в умовах значної неоднорідності фізичних властивостей колекторів підвищення градієнтів тисків у пласті сприятливо впливає на нафтовіддачу внаслідок включення в роботу додаткових пропластків, з яких раніше (при невеликих перепадах тиску) не отримували припливу нафти.